# یواس‌اس اناپولیس (پی‌اف-۱۵)
یواس‌اس اناپولیس (پی‌اف-۱۵) (به انگلیسی: USS Annapolis (PF-15)) یک کشتی بود که طول آن ۳۰۳ فوت ۱۱ اینچ (۹۲٫۶۳ متر) بود. این کشتی در سال ۱۹۴۳ ساخته شد.